# Harald Stossier

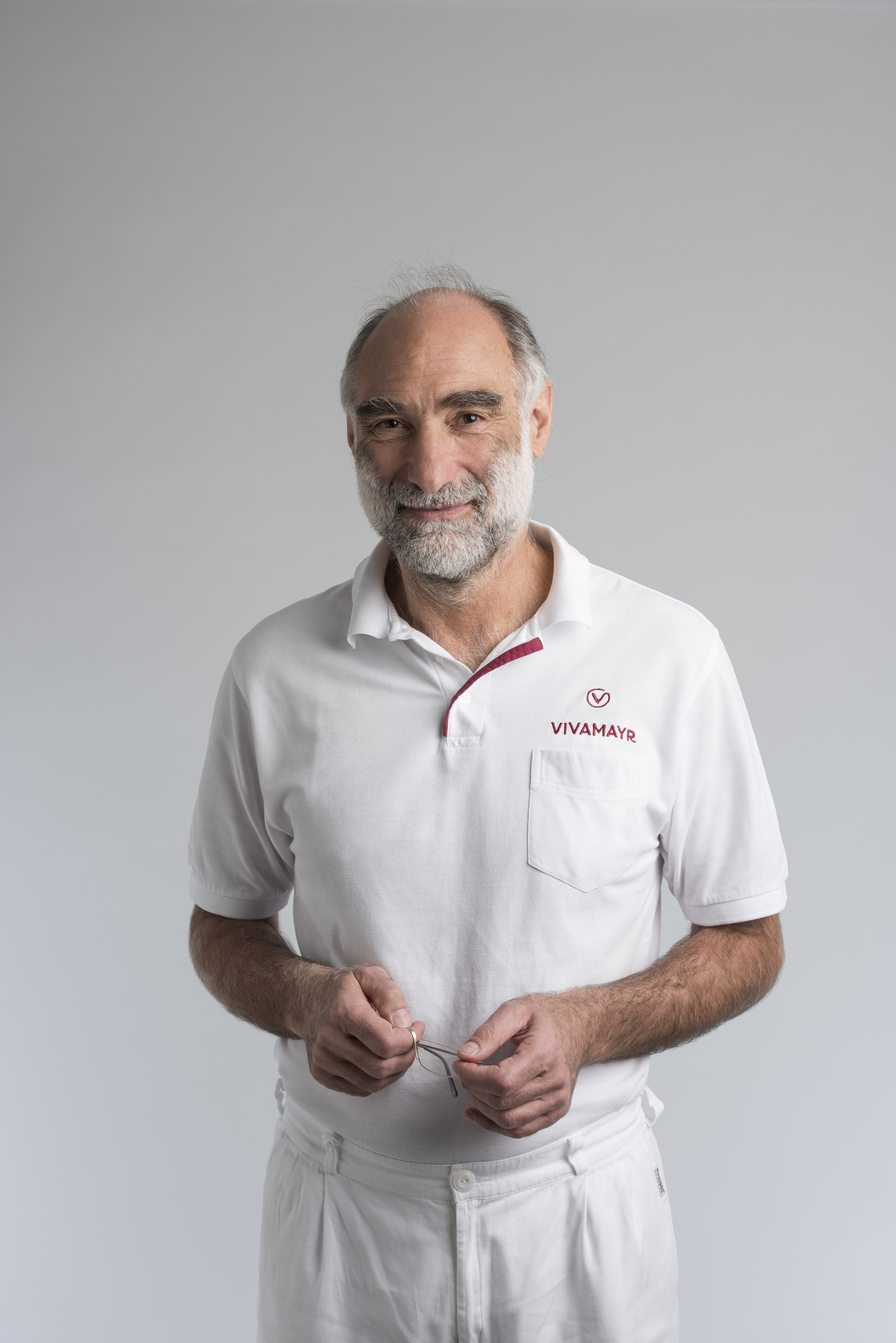
Harald Stossier (2017)

Harald Stossier (* 6. September 1957) ist ein österreichischer Arzt im Bereich der funktionellen Myodiagnostik – Angewandte Kinesiologie, Alternativmedizin, Orthomolekulare Medizin und Moderne Mayr-Medizin.

## Leben
Harald Stossier hat 1976 die Matura an einer Höheren technischen Lehranstalt (HTBL) in Klagenfurt, Abteilung Elektrotechnik, nach Volksschule und Gymnasium abgeschlossen. Im Anschluss war er als Elektrotechniker in Österreich und Deutschland beruflich tätig. Von 1980 bis 1987 studierte Stossier Medizin an den  Medizinischen Universität Innsbruck und Medizinische Universität Graz. Nach seinem Studium absolvierte er den Turnus (die klinisch-praktische Ausbildung) am Landeskrankenhaus Wolfsberg sowie am Landeskrankenhaus Klagenfurt. Stossier promovierte 1987 an der Medizinischen Universität Graz. 
Von 1990 bis 2003 war er im Gesundheitszentrum Dellach am Wörthersee tätig, ab 1992 übernahm er dort die ärztliche Leitung. Zwischen 2004 und 2021 war Stossier maßgeblich am Aufbau von VIVAMAYR – Zentrum für Moderne Mayr Medizin in Maria Wörth beteiligt. Mit der Eröffnung des Zentrums übernahm er gemeinsam mit Dr. Christine Stossier die medizinische Leitung und entwickelte die dortige Philosophie sowie die therapeutische Strategie im Bereich der Gesunderhaltung und der Behandlung zivilisationsbedingter Erkrankungen weiter. 2016 wurde Stossier an der Ludes Universität in Lugano, Schweiz, zum Professor für Rehabilitation in Applied Kinesiology ernannt.
Bereits während seines Medizinstudiums beschäftigte sich Stossier intensiv mit komplementärmedizinischen Methoden. Er absolvierte Ausbildungen in Manueller Medizin, Homöopathie, Neuraltherapie, Diagnostik und Therapie nach Dr. F. X. Mayr, Funktioneller Myodiagnostik sowie Orthomolekularer Medizin und war auch als „Umweltschutzarzt“ tätig. Bis 2021 war Harald Stossier Präsident der Internationalen Ärztegesellschaft für Funktionelle Myodiagnostik sowie der Plattform Orthomolekularmedizin. Darüber hinaus war er über 20 Jahre als Referent für Komplementärmedizin sowohl der Ärztekammer für Kärnten als auch der Österreichischen Ärztekammer aktiv und wirkte maßgeblich an der Etablierung und Integration komplementärmedizinischer Methoden im Bereich der Ärztekammer mit.  Seit Januar 2024 verstärkt Stossier als wissenschaftlicher Berater das Ärzteteam des BLEIB BERG F.X. Mayr Retreats.
2016 wurde er zum Professor für Rehabilitation in Applied Kinesiology an der Ludes Universität, Lugano, Schweiz ernannt.

## Zusatzausbildungen & Qualifikationen
- Mitgründer und Präsident der internationalen Ärztegesellschaft für funktionelle Myodiagnostik seit 1996[6].
- Präsident der Plattform für orthomolekulare Medizin[7].
- Ausbilder für orthomolekluare Medizin[8]
- Sprecher beim Global Wellness Summit 2016[8]

## Veröffentlichungen
Stossier veröffentlichte Bücher und wissenschaftliche Artikel im Bereich der Komplementärmedizin. Die Bücher sind in den Sprachen Englisch, Französisch, Polnisch und Niederländisch erschienen.

### Bücher
- Allergien erfolgreich behandeln mit der F.X.Mayr-Kur. Haug Verlag, Heidelberg 2001, ISBN 3-8304-2061-7.
- Treating Allergies with the F.X.Mayr Cure. Thieme, 2003, ISBN 3-13-135361-9.
- Allergieen behandelen met de F.X.Mayr-kur. De Driehoek, Amsterdam 2002, ISBN 90-6030-637-6.
- mit M. von Hahn: F.X.Mayr Medizin der Zukunft. 2. Auflage. 2009, ISBN 978-3-8304-2286-0.
- mit M. von Hahn: Vitalite globale, La Therapie du Docteur Mayr. Collection Resurgence, ISBN 2-87434-025-1.
- mit H. Frith Powell: The VIVA MAYR DIET. HarperCollins, London 2009, ISBN 978-0-00-730949-8.
- mit H. Frith Powell: Le Regime VIVA MAYR. Michel Lafon, 2010, ISBN 978-2-7499-1163-2.
- mit H. Frith Powell: Viva Mayr. Trias Verlag, 2012, ISBN 978-3-8304-6363-4.
- mit F. Klinger und H. Androsch: Das VIVA MAYR Kochbuch. Leopold Stocker Verlag, 2008, ISBN 978-3-7020-1180-2}
- mit F. Klinger und H. Androsch: The VIVAMAYR Cookbook. Leopold Stocker Verlag, 2010, ISBN 978-3-7020-1304-2.
- mit E. Fischer: Basisch Essen. 2. Auflage. Brandstätter Verlag, 2017, ISBN 978-3-85033-889-9.
- mit E. Fischer: Eat Akaline. 2. Auflage. Brandstätter Verlag 2017, ISBN 978-3-85033-910-0.
- mit P. Mayr: Die Candida-Diät. 7. Auflage. Trias, 2018, ISBN 978-3-8304-6794-6.
- mit P. Mayr: Dieta antygrzybica. Bauer Weltbild Media, Warschau 2010, ISBN 978-83-258-0276-9.
- Praxishandbuch der Modernen Mayr-Medizin. Haug Verlag, 2003, ISBN 3-8304-7073-8.
- als Hrsg.: Ganzheitlich behandeln, komplementärmedizinische Methoden und ihre Indikationen. Verlagshaus der Ärzte, 2003, ISBN 3-901488-07-3.
- mit P. Mayr: Gesund Leben durch die Eiweißabbaudiät. Haug Verlag, 2000, ISBN 3-8304-2020-X.
- mit I. Zierden: Ganz Frau und ganz gesund mit F.X.Mayr. Haug Verlag, 2004, ISBN 3-8304-2172-9

### Artikel in Zeitschriften
- Applied Kinesiology, in Naturheilverfahren in der Praxis, Spitta-Verlag, Balingen, 1994
- Die Bedeutung des Säure – Basenhaushaltes für den Knochenstoffwechsel, in curriculum oncologicum, Journal der Österreichischen Gesellschaft für Onkologie, Jg. 6/96
- Diagnose und Therapie nach F.X. Mayr und Applied Kinesiology, In MJAK, Medical Journal for Applied Kinesiology, 2. Ausgabe, Oktober 1997
- Intestinale Autointoxikation als Ursache von Stoffwechselstörungen, in Erfahrungsheilkunde, Haug Verlag Heidelberg Nr. 11/1998
- Naturheilkundliche Entgiftungsstrategien, in Ganzheitlich und Naturheilkundlich orientierte Zahnmedizin von C. Kobau, Kobau Verlag
- Intestinale Autointoxikation als Ursache von Stoffwechselstörungen, in Gastroenterologische Aspekte in der Naturheilkunde, Herausgeber: Michael Martin, Ralf Reglin Verlag Köln, 2000
- Applied Kinesiology (AK) in der Zahnheilkunde, in Ganzheitliche Zahnheilkunde in der Praxis, Spitta-Verlag, Balingen, 2001
- Die mögliche Bedeutung der Ernährung in der Parodontologie, in ZMK, Magazin für Zahnheilkunde, Management und Kultur, Spitta-Verlag, Balingen Nr. 6/2001